# Tramlijn 8 (Rotterdam)
Tramlijn 8 van de Rotterdamse RET is een tramlijn die loopt vanaf Spangen via Marconiplein, Delfshaven, Schiemond, het Westzeedijk, Museumpark,
Eendrachtsplein, Rotterdam Centraal, Franciscus Gasthuis en  Melanchthonweg naar Schiebroek.

## Geschiedenis
De huidige lijn 8 werd ingesteld op 28 augustus 2000 en is de vierde tramlijn in Rotterdam met dit lijnnummer. Nadat de tram eerst zijn eindpunt had bij het Oostplein is deze sinds 10 december 2006 verlegd naar de Kleiweg. Deze route komt vrijwel geheel overeen met de route die vroeger lijn 6 had (van 1967 tot 2000). Alleen het Centraal Station werd door deze lijn niet aangedaan. Deze lijn 6 was op zijn beurt weer de vernummerde lijn 10. Tot 31 oktober 2005 reed lijn 8 steeds ongeveer samen met lijn 7. Ze hadden hetzelfde beginpunt (Spangen) en kruisten elkaar twee keer.
De vorige tramlijnen 8 hadden andere routes. De eerste lijn 8 werd ingesteld op 17 december 1906 en bereed het traject Beursplein - Schiedam Koemarkt. In 1933 werd de route oostwaarts verlengd naar Station Maas, maar na een jaar alweer ingekort tot Beursplein. In 1936 is deze lijn opgeheven. In 1940 werd de tweede lijn 8 ingesteld, tussen Schiedam Koemarkt en Parklaan. Datzelfde jaar werd de route gewijzigd en bereed lijn 8 opnieuw het traject Beursplein - Schiedam Koemarkt. In 1942 werd de lijn ingekort tot Coolsingel en in 1943 naar de Van Oldenbarneveldstraat, maar in 1944 weer verlengd naar diergaarde Blijdorp. In 1945 is de lijn weer ingekort tot de Van Oldenbarneveldstraat. In 1954 is deze lijn ook opgeheven.
Vanaf 2 september 1967 vormde lijn 8 de verbinding tussen de Koemarkt in Schiedam en de Laan van Nooitgedacht in Kralingen. Een groot deel van de toen opgeheven lijn 4 en lijn 17 werd hierin opgenomen. Na de opening van de Oost-Westlijn in 1982 werd lijn 8 ingekort tot station Blaak. Op 10 juli 1985 werd de lijn aan de andere kant ingekort tot het Heemraadsplein waarbij de exploitatie alleen plaatsvond tijdens winkeltijden. Bij de verlenging van metro op 26 april 1986 naar het Marconiplein werd de lijn geheel opgeheven.
Rond maart 2011 is eindpunt Kleiweg gemoderniseerd. De halte is ook aan aangepast voor de Citadis 2, en voorzien van een nieuw wachthokje en een display waarop de tijden van de 3 eerstvolgende trams te zien zijn, diezelfde soort displays worden ook bij bushaltes in Rotterdam gebruikt.
Met de komst van de Citadis 2, werden vrijwel alle haltes voorzien van infoborden, met uitzondering van halte Zwaanshals.
Op 6 januari 2025 werd het tramnetwerk in Rotterdam veranderd; veel tramlijnen kregen een andere route en/of een ander lijnnummer. Lijn 8 rijdt vanaf Rotterdam Centraal niet meer naar de Kleiweg, maar via de route van de oude lijn 25 naar Schiebroek. Tussen Vasteland en Rotterdam Centraal wordt niet meer via Beurs gereden, maar via het Eendrachtsplein. Tussen Rotterdam Centraal en Noorderbrug blijft lijn 7 rijden en het traject tussen Station Noord en Kleiweg is overgenomen door de nieuwe lijn 6, maar tussen de Noorderbrug en Station Noord rijdt geen tramlijn meer.

## Parksluizen
Lijn 8 passeert de Parksluizen. Om de tram niet op te houden kan lijn 8 gebruikmaken van de bruggen aan weerszijden van de sluis. Indien de 1e Parkhavenbrug geopend is kan lijn 8 via de 1e Coolhavenbrug en de Puntegaalstraat toch doorrijden.

## Exploitatie
Lijn 8 rijdt op werkdagen en op zondag overdag (van ongeveer 7:00 tot 19:00) een 15-minutendienst. Op zaterdag wordt er een 10-minutendienst gereden en in de avonden een 20-minutendienst.

## Materieel
Tramlijn 8 is volledig geschikt voor lagevloertrams en wordt geëxploiteerd met de Citadis, een tram van de bouwer Alstom. De lijn is niet geheel rolstoeltoegankelijk, want enkele haltes hebben geen verhoogd perron.